# 古拉里亞

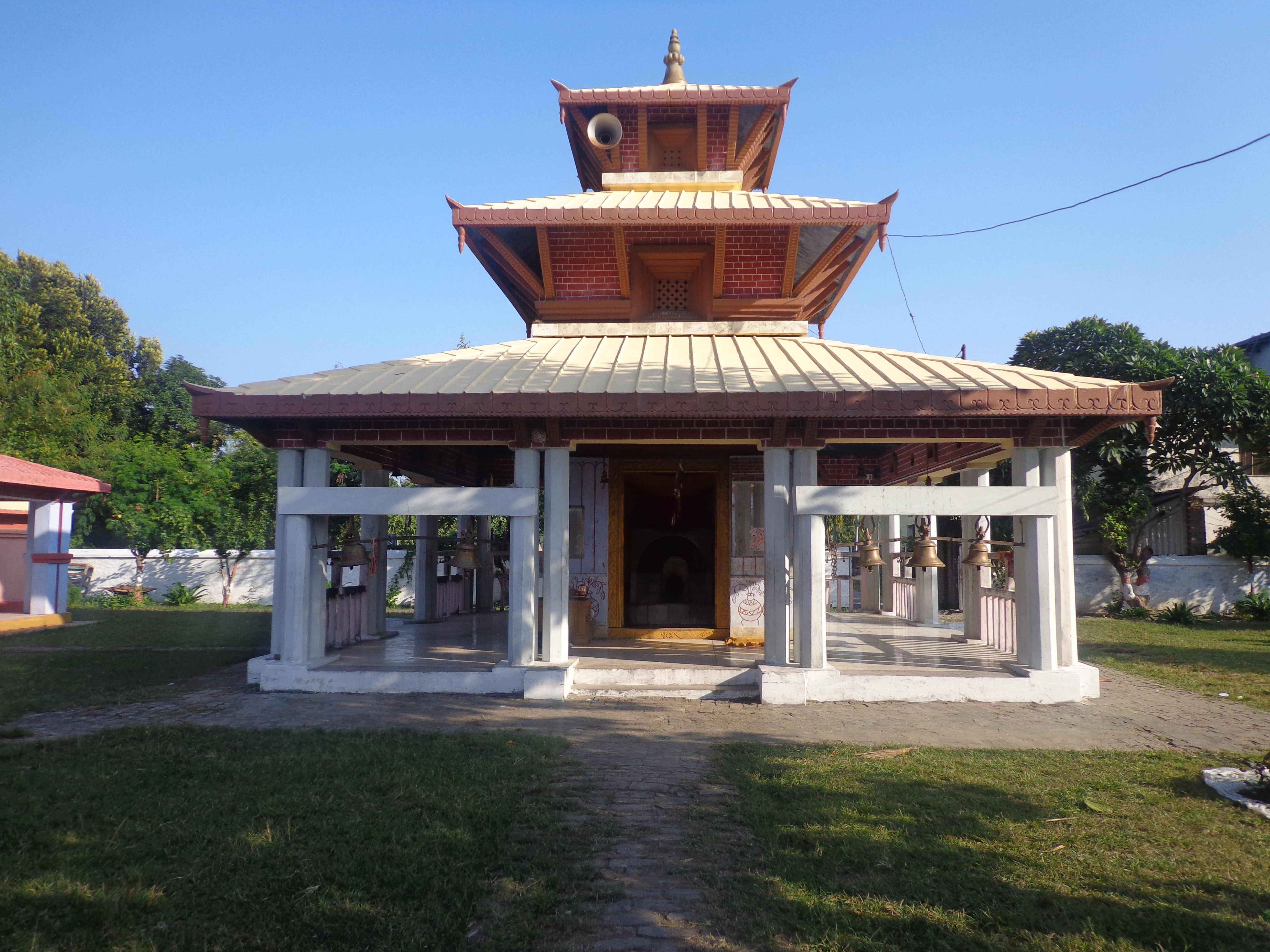
古拉里亞

古拉里亞是尼泊爾的城市，位於該國西南部，由藍毗尼省負責管轄，處於尼泊爾根傑以西35公里，海拔高度187米，2011年人口55,747，居民主要信奉印度教和伊斯蘭教。

## 外部連結
- Location of Gularia - Falling Rain Genomics （页面存档备份，存于）
- Archive.today的存檔，存档日期2013-02-23